# Bernstein (Familienname)
Bernstein ist ein Familienname.

## Namensträger

### A
- Aaron Bernstein (1812–1884), deutscher Schriftsteller, Publizist und Journalist
- Abe Bernstein (um 1892–1968), US-amerikanischer Mobster
- Abraham Bernstein (* 1969), Informatiker
- Alan Bernstein (* 1947), kanadischer Immunologe
- Albert Bernstein-Sawersky (1869/1870–nach 1938), deutscher Bühnenautor
- Alexander Bernstein (1936–2010), britischer Politiker (Labour Party) und Medienmanager
- Alfred Bernstein (1897–1972), deutscher Fußballspieler
- Andreas Christian Bernstein (1672–1699), deutscher Kirchenlieddichter
- Andrew Bernstein (* 1959), US-amerikanischer Philosoph
- Armyan Bernstein (* 1947), US-amerikanischer Filmproduzent
- Arnold Bernstein (1888–1971), deutschamerikanischer Reeder
- Arnold  Bernstein (Mediziner) (1896/1897–1952), deutsch-kanadischer Internist und Radiologe
- Arthur Bernstein (Journalist) (1862–nach 1928), deutscher Arzt, Journalist und Diplomat
- Arthur Bernstein (Konzertagent) (1878–nach 1938), deutscher Konzertagent
- Arthur Bernstein (Informatiker) (Arthur J. Bernstein), US-amerikanischer Informatiker und Hochschullehrer
- Artie Bernstein (Arthur Bernstein; 1909–1964), US-amerikanischer Jazzbassist
- Arturo Bernstein (1882–1935), argentinischer Bandoneonist und Tangokomponist
- Axel Bernstein (1974–2017), deutscher Politiker

### B
- Basil Bernstein (1924–2000), englischer Soziolinguist
- Bernard Bernstein (1899–1963), englischer Tischtennisspieler
- Bernard Bernstein (Jurist) (1908–1990), US-amerikanischer Jurist und Ökonom

### C
- Carl Bernstein (1842–1894), deutscher Jurist und Kunstsammler, siehe Carl und Felicie Bernstein
- Carl Bernstein (* 1944), US-amerikanischer Journalist
- Caroline Bernstein (1797–1838), deutsche Schriftstellerin
- Caron Bernstein (* 1970), US-amerikanisch-südafrikanische Schauspielerin
- Catherine Bernstein (* 1964), französische Dokumentarfilmerin
- Charles Bernstein (Komponist) (* 1943), US-amerikanischer Komponist
- Charles Bernstein (Dichter) (* 1950), US-amerikanischer Dichter
- Charlotte Drews-Bernstein (1936–2022), deutsche Drehbuchautorin, Rundfunkautorin, Regisseurin und Hörbuchproduzentin
- Costa Bernstein (* 1973), Frankfurter Maler und Bildhauer russisch/israelischer Herkunft

### D
- Daniel J. Bernstein (* 1971), deutsch-US-amerikanischer Mathematiker und Kryptologe
- Dick Bernstein, Tontechniker
- Dorothy Lewis Bernstein (1914–1988), US-amerikanische Mathematikerin und Hochschullehrerin
- Drake Bernstein (* 1989), US-amerikanischer Tennisspieler

### E
- Eckhard Bernstein (* 1938), Germanist, Literaturwissenschaftler und Hochschullehrer
- Eduard Bernstein (1850–1932), deutscher Politiker (SPD)
- Edward M. Bernstein (1904–1996), US-amerikanischer Ökonom
- Elmer Bernstein (1922–2004), US-amerikanischer Filmkomponist
- Elsa Bernstein (1866–1949), deutsche Schriftstellerin
- Enrique Bernstein Carabantes (1910–1990), chilenischer Diplomat
- Evan Bernstein (* 1960), israelischer Ringer

### F
- F. O. Bernstein (Friedrich Otto Bernstein; 1929–1999), deutscher Fotograf
- F. W. Bernstein (Fritz Weigle; 1938–2018), deutscher Karikaturist und Lyriker
- Felicie Bernstein (1852–1908), deutsche Salonière, Kunstsammlerin und Mäzenin, siehe Carl und Felicie Bernstein
- Felix Bernstein (1878–1956), deutscher Mathematiker
- Frank Bernstein (* 1964), deutscher Althistoriker
- Friedrich Bernstein (Verwaltungsjurist) (Christian Ludwig Friedrich Ernst Bernstein; 1818–1886), deutscher Militär- und Verwaltungsbeamter
- Friedrich Bernstein, Geburtsname von Peretz Bernstein (1890–1971), deutsch-israelischer Zionist und Politiker
- Friedrich von Schäffer-Bernstein (1790–1861), deutscher General der Infanterie und Politiker
- Fritz Bernstein (Mediziner) (1906–??), deutscher Dermatologe
- Fritz Alexander Bernstein, Geburtsname von Frederick A. Bernett (1906–1993), deutschamerikanischer Kunsthistoriker und Antiquar
- Fritz Leon Bernstein (1880–1920/1922), deutscher Rabbiner

### G
- Georg Heinrich von Bernstein († 1670), deutscher Domdechant in Magdeburg und Domherr in Naumburg
- Georg Heinrich Bernstein (Theologe) (1787–1860), deutscher Orientalist und Theologe
- Gerda Meyer-Bernstein (1923–2024), deutsch-US-amerikanische Installationskünstlerin
- Gregory Bernstein (* 1955), US-amerikanischer Drehbuchautor

### H
- Hans von Bernstein (1525–1589), kurfürstlich-sächsischer Geheimer Rat
- Hans Bernstein(1877–1948), deutscher Handschuhfabrikant (Exil in USA), Mitglied der Kunsthütte Chemnitz
- Hans Bernstein (Unternehmer) (1902–1978), deutscher Unternehmer und Firmengründer
- Hans Bernstein (1903–1977), deutsch-amerikanischer Musiker, Dirigent und Komponist, siehe Harold Byrns
- Hans-Gert Bernstein (* 1950), deutscher Neurobiologe
- Hans Heinrich Bernstein (Jurist) (1898–1980), deutscher Jurist (Exil in den USA)
- Hans-Heinrich Bernstein (Astronom) (1953–2013), deutscher Astronom
- Harold Joseph Bernstein (1914–1984), kanadischer Physikochemiker
- Heinrich Bernstein (Schauspieler) (Pseudonym Walter von Berge; 1805–1892), deutsch-österreichischer Schauspieler, Publizist und Theaterdirektor
- Heinrich Agathon Bernstein (1828–1865), deutscher Zoologe
- Henri Bernstein (1876–1953), französischer Dramaturg
- Herbert Bernstein (1930–2001), deutsch-amerikanischer Jurist
- Herman Bernstein (1876–1935), US-amerikanischer Journalist, Schriftsteller und Diplomat
- Hermann Bernstein (1873–1944), deutscher Widerstandskämpfer während der NS-Zeit
- Hilda Bernstein (1915–2006), britisch-südafrikanische Autorin und Politikerin
- Howard Bernstein (* 1963), britischer DJ, Musiker und Musikproduzent, siehe Howie B

### I
- Ignaz Bernstein (1836–1909), russischer Volkskundler und Sprachforscher
- Ingrid Hella Irmelinde Bernstein (1935–2013), deutsche Lyrikerin, siehe Sarah Kirsch
- Ira B. Bernstein (1924–2024), US-amerikanischer Physiker

### J
- Jack Bernstein (1899–1945), US-amerikanischer Boxer, Weltmeister Superfedergewicht
- Jake Bernstein (Börsenmakler) (Jacob Bernstein; * 1946), US-amerikanischer Börsenmakler, Autor und Herausgeber
- Jake Bernstein (Journalist), US-amerikanischer Journalist
- Jakob Bernstein-Kohan (1859–1929), russischer Zionist
- Jared Bernstein (* 1955), US-amerikanischer Ökonom
- Jenny Schaffer-Bernstein (1888–1943), österreichische Theaterschauspielerin
- Jeremy Bernstein (* 1929), US-amerikanischer Physiker und Essayist
- Joe Bernstein (Boxer) (1877–1931), US-amerikanischer Boxer
- Joe Bernstein (Footballspieler) (1893–1967), US-amerikanischer American-Football-Spieler
- Joe Bernstein (Pokerspieler) (1899–1975), US-amerikanischer Pokerspieler
- Jörg Bernstein (* 1966), deutscher Politiker (FDP)
- Johann Georg von Schäffer-Bernstein (1757–1838), hessischer Offizier
- Johann Gottlob Bernstein (1747–1835), deutscher Chirurg
- Joseph Bernstein (* 1945), israelischer Mathematiker russischer Herkunft
- Judith Bernstein (* 1942), US-amerikanische Künstlerin
- Julia Bernstein (* 1972), Soziologin und Hochschullehrerin
- Julius Bernstein (1839–1917), deutscher Physiologe

### K
- Karl Bernstein (Unternehmer) (1880–1942), deutscher Warenhausinhaber, von den Nazis ermordet
- Karl Bernstein (Publizist) (1894–1983), US-amerikanischer Theaterpublizist
- Karl Bernstein (Fußballspieler) (* 1928), deutscher Fußballspieler
- Karl Walter Bernstein (1908–1973), deutscher Musiker und Orchesterleiter
- Katharina Otto-Bernstein (* 1964), deutsch-US-amerikanische Filmemacherin und Miterbin der Otto Group
- Kay Bernstein (1980–2024), deutscher Fußballfunktionär

### L
- Leonard Bernstein (1918–1990), US-amerikanischer Dirigent und Komponist
- Lester Bernstein (1920–2014), US-amerikanischer Herausgeber
- Lionel Bernstein (1920–2002), südafrikanischer Politiker und Apartheidgegner
- Lou Bernstein (1911–2005), US-amerikanischer Fotograf

### M
- Marcos Bernstein (* 1970), brasilianischer Drehbuchautor und Filmregisseur
- Mark Bernstein (* 1965), belarussischer Blogger
- Martha Bernstein (1874–1955), deutsche Malerin
- Mary Bernstein, US-amerikanische Soziologin
- Max Bernstein (1854–1925), deutscher Theaterkritiker, Schriftsteller und Rechtsanwalt
- Melanie Bernstein (* 1976), deutsche Politikerin (CDU)
- Michèle Bernstein (* 1932), französische Schriftstellerin und Vereinsfunktionärin
- Mira Bernstein (1908–1943), litauische Lehrerin
- Mira Bernstein (Mathematikerin), US-amerikanische Mathematikerin
- Miriam Bernstein-Cohen (1895–1991), israelische Schauspielerin, Autorin und Übersetzerin
- Morris Louis Bernstein (1912–1962), US-amerikanischer Maler, siehe Morris Louis

### N
- Naama Bernstein (* 1993), israelische Stabhochspringerin
- Nancy Bernstein (1960–2015), US-amerikanische Filmproduzentin
- Nikolai Alexandrowitsch Bernstein (1896–1966), russischer Mediziner

### O
- Ossip Bernstein (1882–1962), ukrainischer Schachspieler
- Otto Bernstein (1887–1943), deutscher Schauspieler und Regisseur

### P
- Paul Bernstein (Kryptologe) (1891–1976), deutscher Kryptologe
- Paul Bernstein (Politikwissenschaftler) (1897–1944), deutscher Politikwissenschaftler
- Paul Bernstein (Unternehmer) (* vor 1973), US-amerikanischer Unternehmer
- Paul Bernstein (Schauspieler) (aka Pal), US-amerikanischer Schauspieler
- Paul S. Bernstein (* um 1958), US-amerikanischer Ophthalmologe
- Peretz Bernstein (1890–1971), israelischer Politiker
- Peter Bernstein (Komponist) (* 1951), US-amerikanischer Filmkomponist
- Peter Bernstein (* 1967), US-amerikanischer Jazzgitarrist
- Peter L. Bernstein (1919–2009), US-amerikanischer Wirtschaftshistoriker
- Phil Bernstein (* 1949), US-amerikanischer Informatiker

### R
- Reiner Bernstein (1939–2021), deutscher Historiker und Publizist
- Rhett Bernstein (* 1987), US-amerikanischer Fußballspieler
- Richard Bernstein (Redakteur) (1882–1943), österreichischer Journalist
- Richard Bernstein (Autor) (1944–2025), US-amerikanischer Journalist und Autor
- Richard Bernstein (Finanzberater) (* 1958), US-amerikanischer Finanzberater, Autor und Hochschullehrer
- Richard Bernstein (Sänger) (* 1966), US-amerikanischer Sänger (Bass)
- Richard B. Bernstein (Historiker) (* 1956), US-amerikanischer Historiker
- Richard Barry Bernstein (1923–1990), US-amerikanischer Chemiker
- Richard F. Bernstein (1939–2002), US-amerikanischer Grafiker
- Richard J. Bernstein (1932–2022), US-amerikanischer Philosoph
- Richard K. Bernstein (* 1934), US-amerikanischer Arzt und Sachbuchautor
- Robert L. Bernstein (1923–2019), US-amerikanischer Verleger und Menschenrechtsaktivist
- Rudolf Bernstein (Ingenieur) (1880–1971), deutscher Ingenieur
- Rudolf Bernstein (1896–1977), deutscher Politiker

### S
- Salomon Bernstein (1886–1968), russisch-israelischer Maler
- Sarah Bernstein (* um 1985), US-amerikanische Jazz- und Improvisationsmusikerin
- Sergei Alexandrowitsch Bernstein (1901–1958), russischer Bauingenieur
- Sergei Natanowitsch Bernstein (1880–1968), russischer Mathematiker
- Sid Bernstein (Sidney Bernstein; 1918–2013), US-amerikanischer Musikproduzent und -manager
- Sidney Bernstein, Baron Bernstein (1899–1993), britischer Medienunternehmer
- Sidney Norman Bernstein (1911–1992), US-amerikanischer Schachspieler
- Siegfried Bernstein (1881–1943?), deutscher Architekt (nach Auschwitz deportiert)
- Steven Bernstein (Autor) (auch Jesse Bernstein; 1950–1991), US-amerikanischer Schriftsteller
- Steven Bernstein (Musiker) (* 1961), US-amerikanischer Jazztrompeter
- Steven Bernstein (Kameramann), US-amerikanischer Kameramann
- Swanhild Bernstein (* 1964), deutsche Mathematikerin und Hochschullehrerin

### T
- Theresa Bernstein (Theresa Ferber Bernstein; 1890–2002), US-amerikanische Malerin und Autorin polnischer Herkunft
- Thomas Bernstein (* 1957), deutscher bildender Künstler

### V
- Vladimir Bernstein (1900–1936), russischstämmiger italienischer Mathematiker

### W
- Walter Bernstein (Kaufmann) (1890–1938), deutscher Unternehmer, Bildredakteur und Pressefotograf
- Walter Bernstein (Künstler) (1901–1981), deutscher Maler und Grafiker
- Walter Bernstein (Drehbuchautor) (1919–2021), amerikanischer Drehbuchautor
- Walter Heinz Bernstein (Walter-Heinz Bernstein; 1922–2014), deutscher Musiker, Kantor, Cembalist, Organist, Arrangeur und Herausgeber
- William Bernstein, US-amerikanischer Autor
- Wolfgang Bernstein (1937–2001), deutscher Ingenieur und Hochschullehrer